# Конглиш
Конглиш (от англ. konglish (Korean + English); (кор. 콩글리시; RR; konggeullisi) — английский язык, используемый в Республике Корея, а также английский язык с корейским акцентом.
Конглиш стал широко распространяться в Республике Корея в результате культурного влияния США. В КНДР понятия «конглиш» не существует. Процесс индустриализации начался в Республике Корея лишь в XX веке и шёл параллельно с приобщением страны к миру западной культуры. Довольно долго это приобщение происходило через японское посредничество. Корейский язык хранит следы этого явления. В нём существует много заимствований из западноевропейских языков, в том числе и из английского, пришедших через японский язык. После войны экономика Республики Корея была полностью переориентирована в сторону освоения американского технического опыта. Началось массовое приобщение к новому языку-посреднику.

## Примеры
- self — «self-service»

selpeu (셀프) < self
- poclain — «excavator»

pokeullein (포클레인) < Poclain
- di-ca — «digital camera»

dika (디카) < digital camera
- keomp-yut-eo (컴퓨터) — «computer»
- banana (바나나) — «banana»
- hatdogeu (핫도그) < hot + dog

- hand phone — «mobile phone»

haendeupon (핸드폰) < hand + phone

## Заимствования через японский язык
- apart — «apartment building»

apateu (아파트) < apāto (アパート) < apartment
- cider — «lemon-lime drink»

saida (사이다) < saidā (サイダ) < cider
- one-room — «studio apartment»

wollum (원룸) < wanrūmumanshon (ワンルームマンション) < one + room + mansion
- talent — «televised drama actor»

taelleonteu (탤런트) < tarento (タレント) < talent
- fighting — «Go go go!», «Good luck!», «You can do it!»

paiting (파이팅) or hwaiting (화이팅) < faito (ファイト) < fight

## Проблемы использования конглиша
В настоящее время многие лингвисты говорят об «английской лихорадке» в Корее. Использование английских слов в повседневной беседе, рекламе и развлечениях на сегодняшний день считается как никогда модным и актуальным в Корее. Однако это использование часто может привести к недоразумениям из-за проблем с произношением, грамматикой или лексикой. В основе многих явлений конглиша лежит так называемый прямой перевод. Адекватный перевод подразумевает перевод не столько слов, сколько понятий, стоящих за этими словами. А понятия, как известно, могут не совпадать.
Существуют также опасения, что упор на изучении английского языка может обеднить корейский язык, сделать его менее важным и ценным для жителей Кореи. Ведь, как известно, корейцы очень гордятся своим языком, который уникален и не похож на другие языки. Однако современное поколение все больше внимания уделяет именно английскому языку, что обусловлено, в первую очередь, его спросом на корейском и мировом рынке труда.